# 高峰 (足球运动员)
高峰（1971年4月22日—），生于中国辽宁省，曾是中国大陆男子足球运动员。
职业生涯先后效力于北京国安、前卫寰岛（重庆隆鑫）、沈阳海狮、天津泰达等队，2001年退役。2014年参加与星共舞中国版。曾与著名歌手那英结婚（未註冊），并在2004年与其育有一子（高兴），此后离婚。

## 事件
2015年3月9日5时，高峰在酒店与出租车司机发生口角，后打伤出租车司机，并走入酒店砸坏部分物品。随后警方对此事介入调查。警方进一步查明，高峰可能曾在酒店房间内吸食过冰毒，且其吸食冰毒的物品被警方查获。后经尿检鉴定，高峰呈甲基苯丙胺阳性。另外同时参加《与星共舞》的主持人邱启明亦卷入此次案件，后高峰因涉嫌故意伤害罪被警方刑事拘留。2015年8月27日，高峰因犯寻衅滋事罪，被判处有期徒刑7个月，缓刑1年。
高峰在2015年因多次吸毒，其后被裁定执行社区戒毒，在2018年9月按照社区戒毒的规定到社区报到接受尿检后再无报到记录。有知情人透露，高峰已于2018年10月因在社区戒毒期间再次吸毒，被警方行政拘留。2019年1月5日，北京市禁毒办证实了高峰因吸毒、非法持有少量毒品被警方行政拘留的消息，同时将采取强制隔离戒毒的措施。